# Europese kampioenschappen shinkyokushin karate 1999
De Europese kampioenschappen shinkyokushin karate 1999 waren door de World Karate Organization (WKO) georganiseerde kampioenschappen voor kyokushinkai karateka's. De tweede editie van de Europese kampioenschappen vond plaats in het Deense Kopenhagen.

## Resultaten
| Gewichtsklasse | Goud                 | Zilver            | Brons                             |
| -------------- | -------------------- | ----------------- | --------------------------------- |
| Lichtgewicht   | Michel St.Martory    | Ricardas Poska    | Pascual Requena Mark Goodwin      |
| Middengewicht  | Paulius Klapatauskas | Jakob Ibsen       | Csaba Katona Mathias Halberg      |
| Zwaargewicht   | Allahvezdi Rustamov  | Sholin Ventsislav | Harald Reiz Haris Dimitri Tranpov |